# Dunbar
Dunbar er en by, der ligger på kysten af Nordsøen i East Lothian i det sydøstlige Skotland, omkring 50 km øst for Edinburgh og 50 km fra den engelsk-skotske grænse nord for Berwick-upon-Tweed.
Dunbar er en tidligere royal burgh, og har lagt navn til et sognet, der dækker omkring 12 km øst til vest og 6 km nord til syd, og indeholder landsbyerne West Barns, Belhaven og den nu forladte landsby East Barns.
Byen bliver betjent af Dunbar railway station der forbinder den med Edinburgh og resten af Skotland samt London og stationer i Englands nordøst-korridor.
Dunbar har en havn der blev etableret i 1574 og hvor Dunbar Lifeboat Station ligger, som er den næsteældste RNLI-station i Skotland.
Dunbar er fødested for naturforskeren John Muir. Huset hvor Muir blev født ligger på High Street, og det er blevet ombygget til et museum. Der findes også en mindestatue ved klokketårnet og John Muir Country Park der ligger i den nordøstlige del af byen. I den østlige del ligger John Muir Way, der er en kyststi som fører ud fra havnen. Den ene af to campusser på Dunbar Primary School: John Muir Campus, er ligeledes navngivet efter ham. Skulpturen The DunBear ligger i DunBear Park til minde om ham og etableringen af nationalparker i USA.
Ved havnen ligger ruinerne af Dunbar Castle, der muligvis stammer fra 1300-tallet, men som blev genopbygget omkring 1490 og 1520. Den blev ødelagt med overlæg ved at sprænge den i luften i 1567, og hele norddelen blev for at gøre plads til den nye Victoria Harbour 1842–44.
En anden historisk bygning er Dunbar Town House fra 1593.